# Astrotrichilia elliotii
Astrotrichilia elliotii là một loài thực vật có hoa trong họ Meliaceae. Loài này được (Harms) Cheek mô tả khoa học đầu tiên năm 1989.